# ناحیه باچکای جنوبی
ناحیهٔ باچکای جنوبی (به صربی: South Bačka District) یک ناحیه در صربستان است که در استان خودمختار وویوودینا واقع شده‌است. ناحیهٔ باچکای جنوبی ۴٬۰۱۶ کیلومتر مربع مساحت و ۶۱۵٬۳۷۱ نفر جمعیت دارد.